# Tomášov
Tomášov (bis 1948 slowakisch „Fél“, deutsch Feilendorf, ungarisch Fél oder älter auch Féll) ist eine Gemeinde im Bratislavský kraj bei Bratislava in der Südwestslowakei.

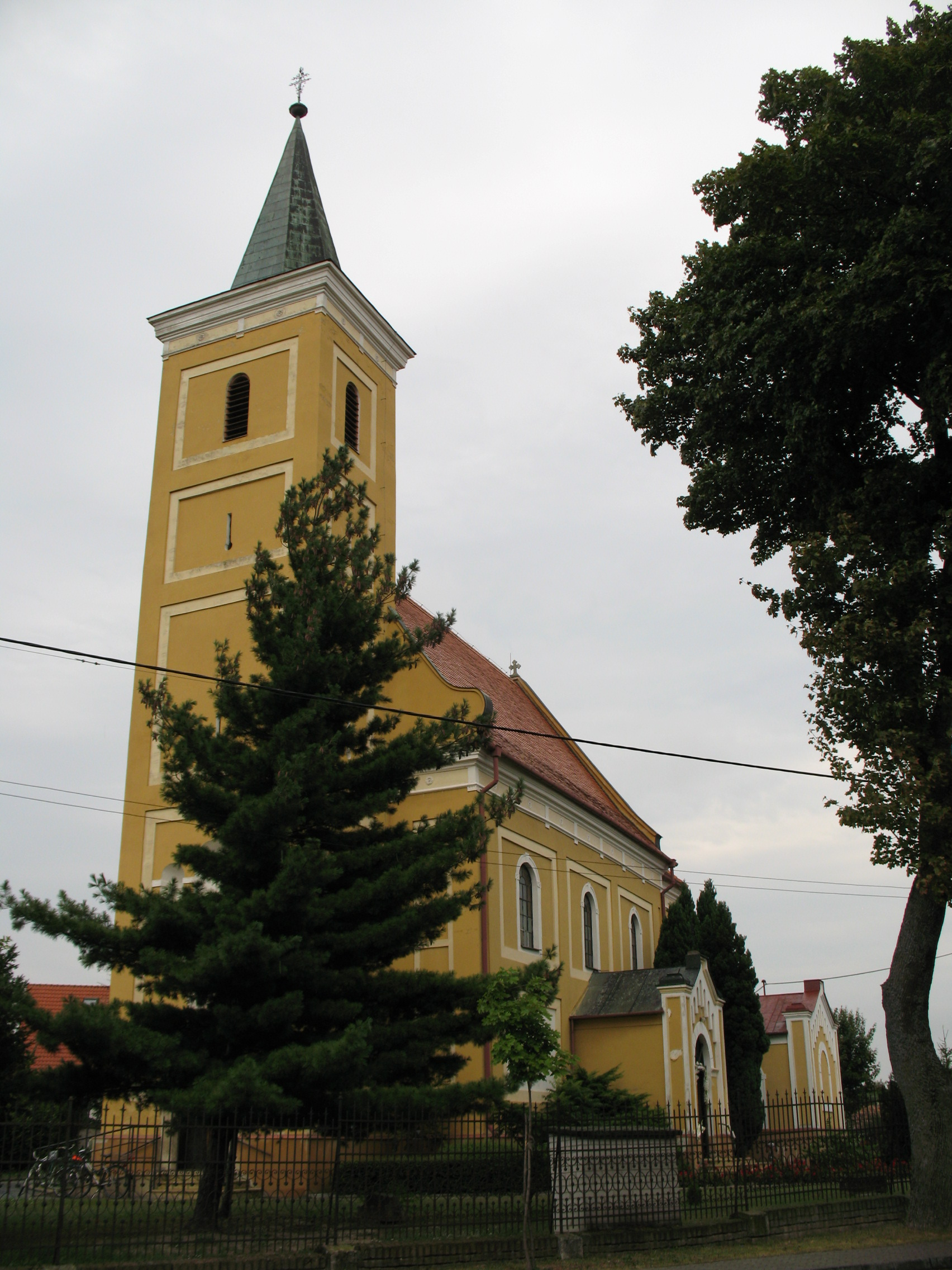
St.-Nikolaus-Kirche

## Geographie
Der Ort liegt im Donautiefland im Westteil der Großen Schüttinsel am rechten Ufer der Kleinen Donau. Er ist 18 km von Bratislava und 12 km von Senec entfernt.
Neben dem Hauptort gehören zur Gemeinde auch Gemeindeteile Doma (nördlich der Kleinen Donau) und Malý Madaras (östlich der Gemeinde).

## Geschichte
Der Ort wurde zum ersten Mal 1240 als Feel schriftlich erwähnt und gehörte anfangs zum Herrschaftsgut von Burg Pressburg, dann seit dem Ende des 13. Jh.  den örtlichen Edelmännern. Die landwirtschaftlich orientierte Gemeinde gehörte seit dem 16. Jahrhundert zu den Herrschaftsgütern der Grafen von St. Georgen einerseits und Eberhardt anderseits. Auch in den nächsten Jahrhunderten wechselte sie oft die Besitzer: so waren die Familien Kerekes, Jeszenák, Apponyi, Strasser und andere bis 1945 mehr oder weniger beteiligt an der Herrschaft von Eberhardt, zu deren der Ort gehörte.
Bis 1918 gehörte der Ort im Komitat Pressburg zum Königreich Ungarn und kam danach zur neu entstandenen Tschechoslowakei. Zu dieser Zeit kamen in das Gemeindegebiet Kolonisten aus der restlichen Slowakei und Mähren (z. B. in den Ortsteil Doma). Auf Grund des Ersten Wiener Schiedsspruches gehörte der Ort 1938–45 noch einmal zu Ungarn.
1948 wurde die Gemeinde aus nationalpolitischen Gründen in Tomášov umbenannt, der Name wurde der nördlich des Hauptortes schon seit dem 15. Jahrhundert bezeugten Siedlung Tamásháza (slowakisiert Tomášov) entlehnt. 1921/22 wurden in diesem Ortsteil slowakische und mährische Kolonisten angesiedelt.

## Bevölkerung
| Jahr                | 1994 | 2004    | 2014     | 2024     |
| ------------------- | ---- | ------- | -------- | -------- |
| Anzahl der Personen | 2029 | 2142    | 2467     | 2857     |
| Unterschied         |      | +5,56 % | +15,17 % | +15,80 % |

| Jahr                | 2023 | 2024    |
| ------------------- | ---- | ------- |
| Anzahl der Personen | 2814 | 2857    |
| Unterschied         |      | +1,52 % |

## Kultur
- Siehe auch: Liste der denkmalgeschützten Objekte in Tomášov